# Joanna z Owernii
Joanna z Owernii, fr. Jeanne d'Auvergne (ur. 8 maja 1326, zm. 29 września 1360, w Chateau d'Argilly) – hrabina Owernii i Boulogne, królowa Francji jako druga żona króla Jana II Dobrego.

## Życiorys
Jedyne dziecko Wilhelma XII, hrabiego Owernii i Małgorzaty d'Évreux (córki Ludwika d'Évreux). W 1332 po śmierci swojego ojca, odziedziczyła jego tytuły. 26 września 1338 wyszła za mąż po raz pierwszy, za Filipa Burgundzkiego (1323-1346), syna księcia Burgundii Odona IV. Urodziła mu troje dzieci:
- Joannę (1344-1360),
- Małgorzatę (1345 – zmarłą w dzieciństwie),
- Filipa I z Rouvres (1346-1361), ostatniego władcy Burgundii z dynastii Kapetyngów, także hrabiego Artois, Owernii i Boulogne.

W 1346 roku owdowiała.
19 lutego 1349 w Nanterre wyszła za mąż po raz drugi, za króla Jana II Dobrego (1319-1364), wdowca po Bonnie Luksemburskiej. Urodziła mu troje dzieci, które zmarły w dzieciństwie:
- Blankę (1350-1350),
- wyk. François Séraphin DelpechKatarzynę (1352-1352),

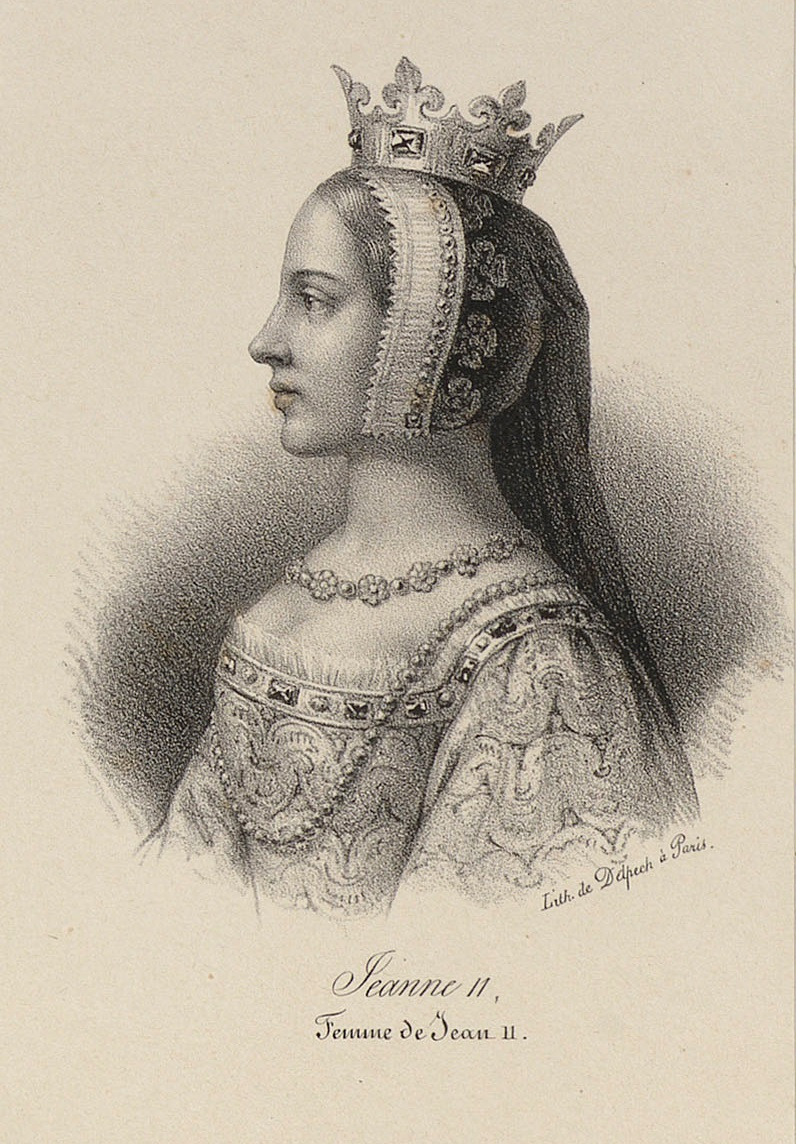
wyk. François Séraphin Delpech

- nieznanego z imienia syna (1354-1354)[1].